# Pic de Fangasses
Pic de Fangasses – szczyt górski w Pirenejach Wschodnich. Administracyjnie położony jest na granicy Andory (parafia Ordino) z Francją (departament Ariège). Wznosi się na wysokość 2682 m n.p.m.
Na północny wschód od Pic de Fangasses usytuowany jest szczyt Pic de Font Blanca (2903 m n.p.m.), na południowy wschód Pic de Besalí (2639 m n.p.m.), natomiast na wschodzie położony jest Pic de les Planes (2788 m n.p.m.). Na południowy zachód od szczytu znajduje się jezioro Estany Esbalçat, natomiast na północ rozlega się dolina potoku Ruisseau de Gnioure.